# Haus Zieseniss
Das Haus Zieseniss ist ein denkmalgeschütztes Wohn- und Geschäftsgebäude mit Vorder- und Hinterhaus in der Innenstadt von Hannover. Es wurde 1914 nach Plänen des Architekten Georg Stern für den Fischhändler Otto Zieseniss errichtet.

## Beschreibung
Das Vorderhaus in der Steintorstraße ist ein viergeschossiger Backsteinbau mit geschwungenem Zwerchhausgiebel. Die Fassade ist mit aufwändigen Schmuckelementen versehen, wie Terrakotten in den beiden äußeren Lisenen, über den Fenstern und im niedrigeren vierten Obergeschoss sowie am Zwerchhausgiebel. Das Gebäude hat Anklänge an den Jugendstil und den Backsteinexpressionismus.
Das Hinterhaus in der Reitwallstraße ist ein dreigeschossiger Backsteinbau mit hohem Satteldach. Die symmetrisch gestaltete Fassade weist einen geschwungenen Giebel und halbrunden mittigen Erker im ersten und zweiten Obergeschoss auf. Die Fassade ist einfach gehalten.
Das Haus Zieseniss gehört mit dem benachbarten Haus Eichhorn zu einer Gruppe von fünf Wohn- und Geschäftshäusern in der Reitwall- und der Steintorstraße aus der Zeit vor dem Ersten Weltkrieg. Denkmalschützern zufolge sind sie zeittypisch in ihrem Bautyp und gehören zur erhaltenen repräsentativen Bebauung um das Steintor.

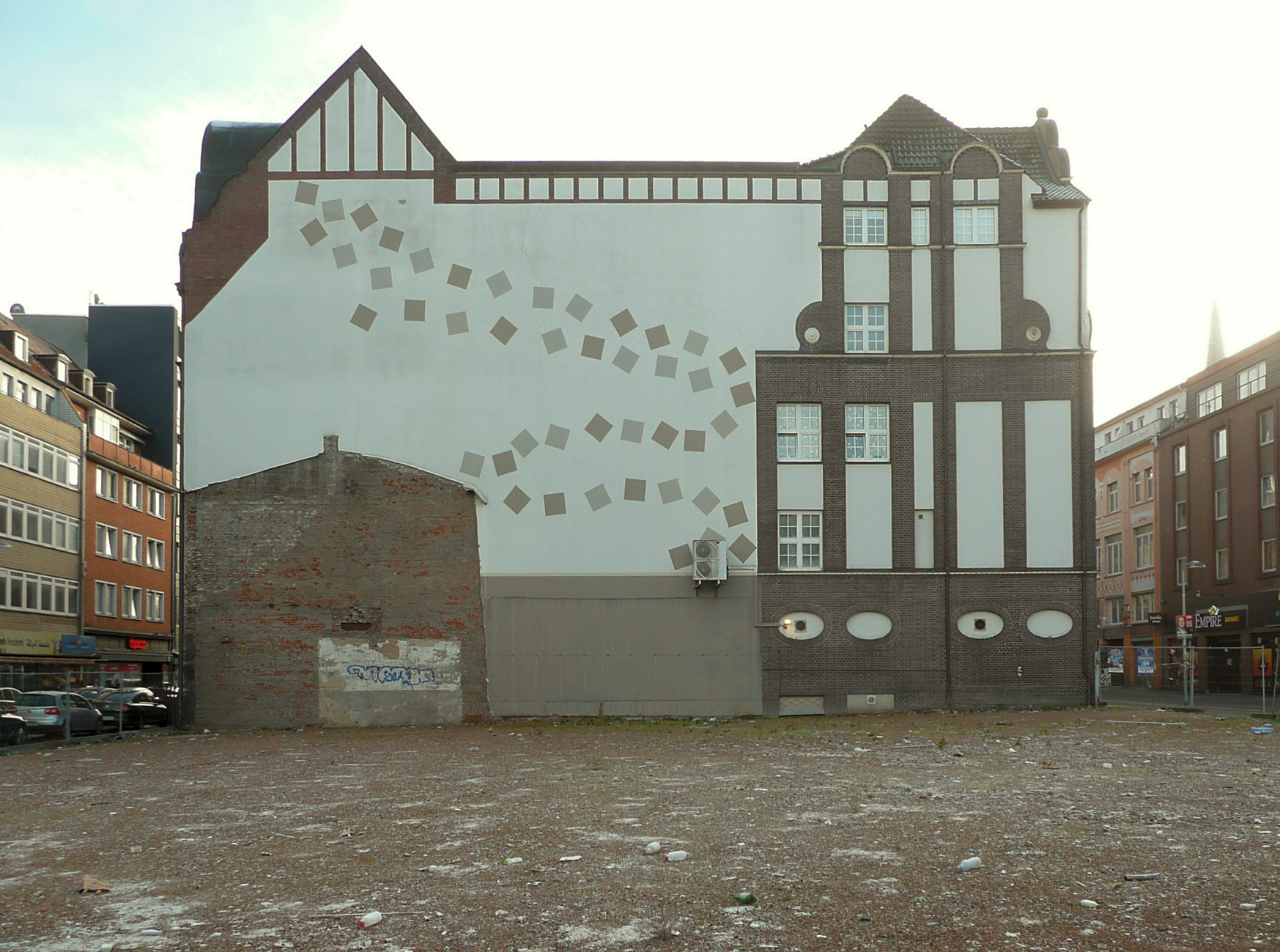
Gesamtansicht
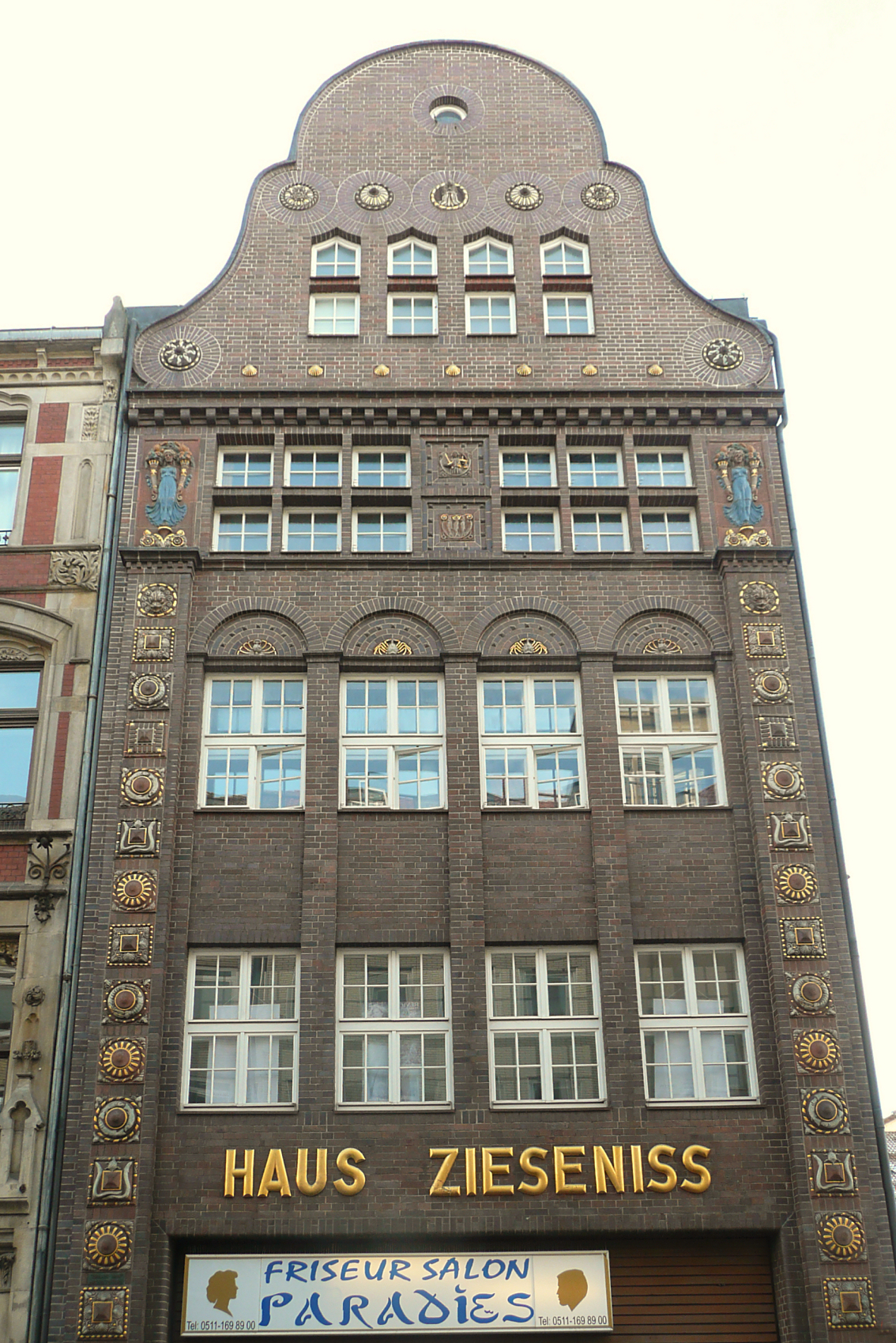
Fassadenansicht mit Schmuckornamenten in der Steintorstraße
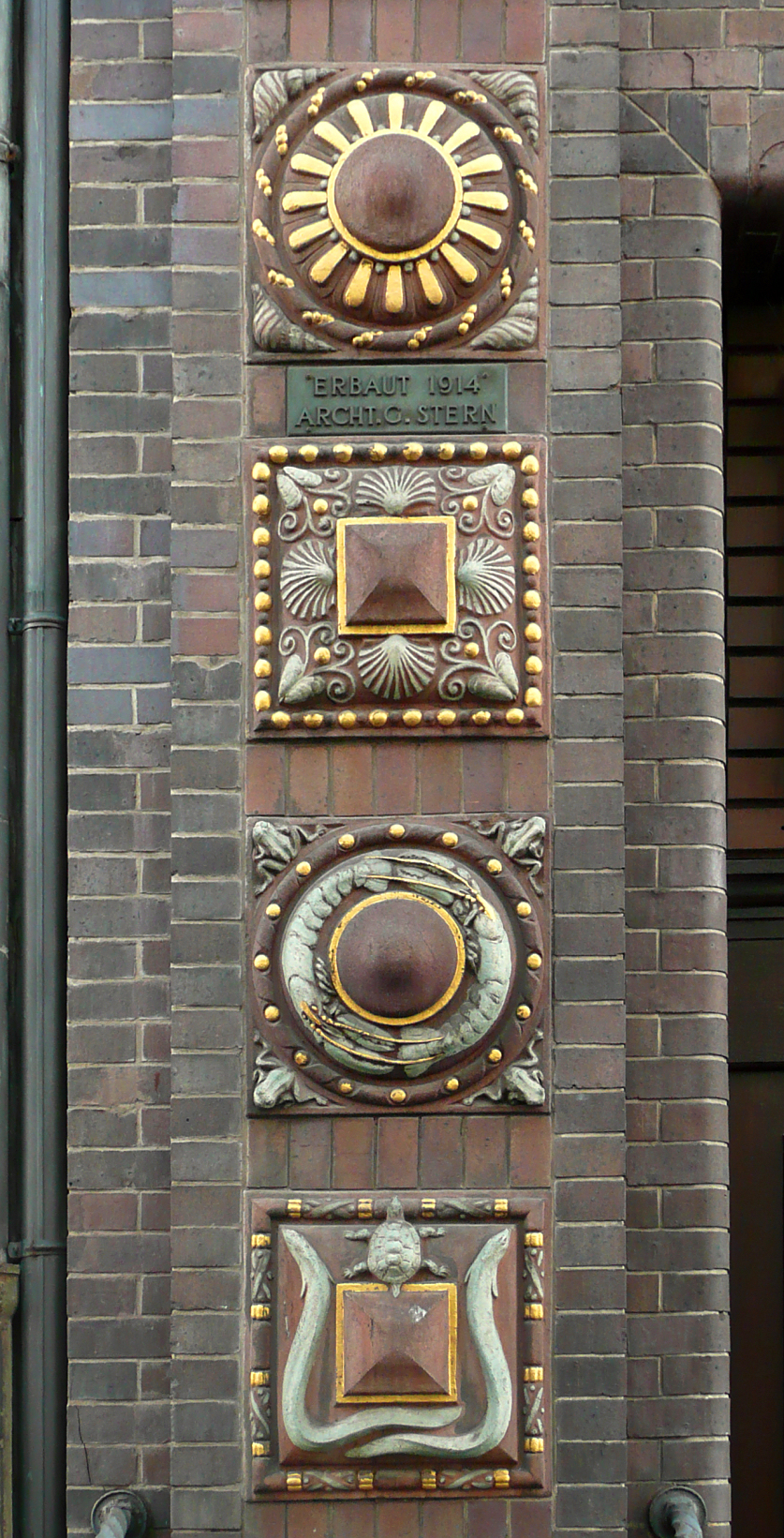
Lisene mit Baujahr 1914 und Architektennennung G. Stern